# Nnam
L'nnam és una llengua que es parla al sud-est de Nigèria, a les LGA d'Ikom i d'Ogoja, a l'estat de Cross River.
L'nnam és una llengua que pertany a la subfamília de les llengües bakor, que pertanyen a les llengües bantus anomenades llengües ekoid. Les altres llengües de la seva subfamília són l'abanyom, l'ekajuk, l'nde-nsele-nta, l'nkem-nkum i l'efutop. Totes elles es parlen a Nigèria. L'nnam és intel·ligible amb l'ekajuk.

## Ús de la llengua
L'ús de l'nnam és vigorós (6a); tot i que no està estandarditzada, hi ha gent de totes les edats que l'utilitzen. S'utilitza dins la llar i en la comunitat. La majoria dels nnams també parlen pidgin nigerià i alguns entenen l'nkem-nkum i l'izi. Els nens estan escolaritzats en anglès.

## Població i religió
El 75% dels 5.600 nnams són cristians; d'aquests, el 60% són protestants i el 40% pertanyen a esglésies cristianes independents. El 25% dels nnams restants creuen en religions tradicionals africanes.